# Anais, Charente

Anais este o comună în departamentul Charente, Franța. În 1 ianuarie 2022 avea o populație de 566 de locuitori.